# バイコヌール宇宙基地
座標: 北緯45度57分54秒 東経63度18分18秒 / 北緯45.965度 東経63.305度

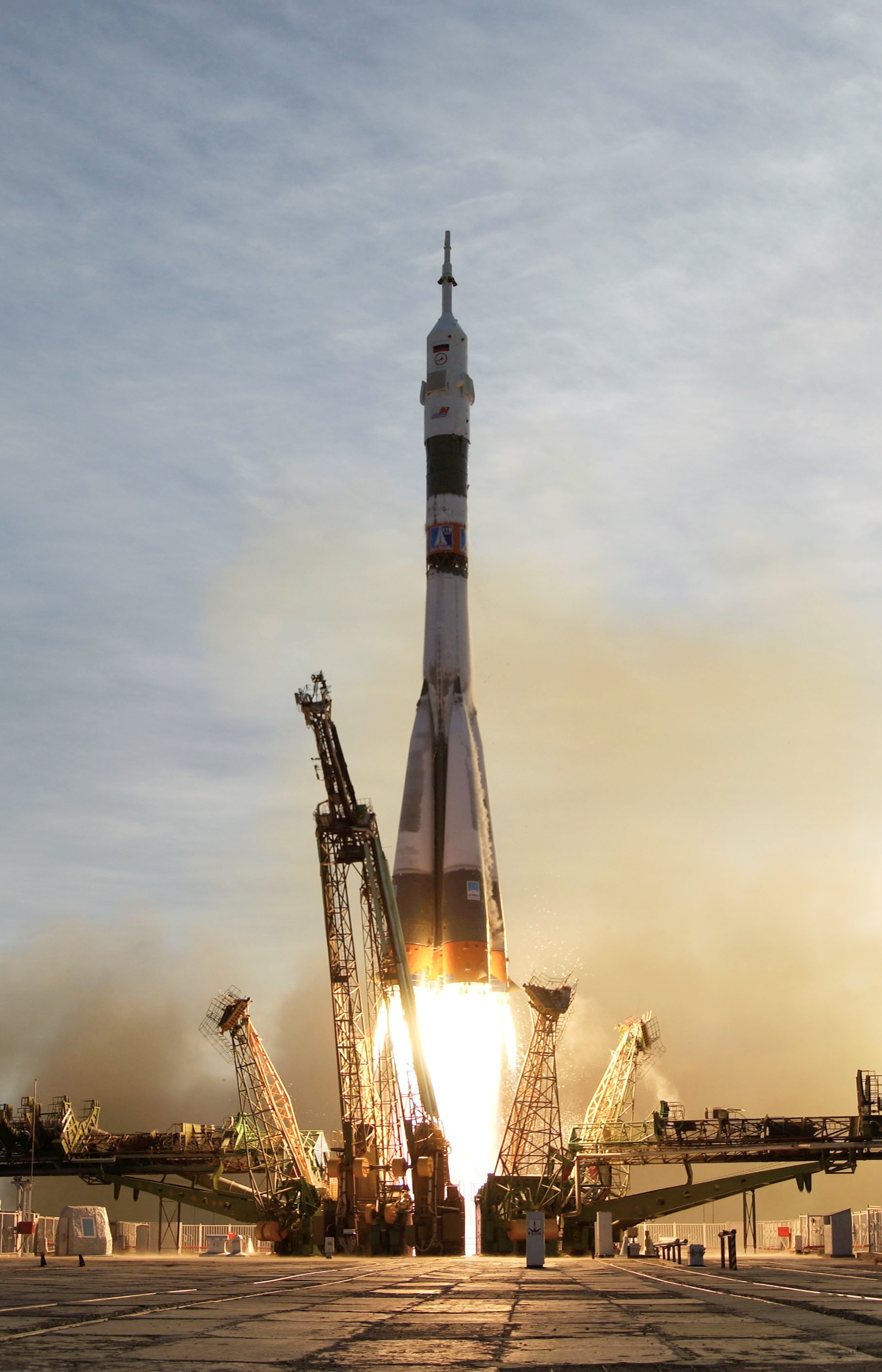
バイコヌール宇宙基地から打ち上げられたソユーズTMA-5（2004年10月14日）

バイコヌール宇宙基地（バイコヌールうちゅうきち、露: Космодром Байконур、カザフ語: Космодром Байқоңыр、英: Baikonur Cosmodrome）は、カザフスタン共和国のチュラタムにあるロシアのロケット発射場である。現在、ロシア連邦宇宙局が管理している。また、ユーリイ・ガガーリンをのせたボストーク1号が発射されたガガーリン発射台があることでも有名。

## 概要
1955年にソビエト連邦がチュラタムのシルダリア河畔に建設した。建設当初はICBM（大陸間弾道ミサイル）の発射場として使われていたが（1956年に初試射）、後に宇宙関連施設を含めて基地は拡張されロケットの発射場として使われ始めた。基地の周りには、職員の住居、学校などが造られた。ここは旧ソ連時代からロシアの全ての有人宇宙船の打ち上げに使われている。
チュラタムにあるのに「バイコヌール宇宙基地」と名前が付けられているのは、正確な場所の秘匿のためであった。本来のバイコヌールはチュラタムの約320キロメートル北東にある。バイコヌール射場、チュラタム射場とも呼ばれる。
1955年の建設開始時には、作業員達にはスポーツ競技用のスタジアムの建設だと伝えられており、秘密にされたまま建設が進められた。また、各国の要人のために宇宙基地視察を用意することも行われ、視察には「ヤシの木」という暗号名がつけられていた。1966年6月のシャルル・ド・ゴール大統領率いる代表団のためにブレジネフ書記長自らが案内した。基地から45キロメートル離れたレニンスク市は、1日だけ「星の街」に変貌した。このような対応は、1970年のフランスのジョルジュ・ポンピドゥー大統領の視察まで4回行われた。
宇宙基地関係者のためにチュラタムに建設された都市は1966年に市に昇格し、レニンスクと命名され、1995年に市名をバイコヌールに改称した。
宇宙基地の年平均気温は13℃（冬は氷点下40℃、夏は45℃と季節ごとに気温の差が激しい）。基地内にガガーリン博物館がある。
静止衛星を打上げる場合は、軌道面の関係から赤道近くからの打上げが有利という理由から、射場の位置はできる限り低緯度が好ましいとされる中、同基地は北緯45度36分という、やや高緯度に位置する射場である。
ソビエト連邦崩壊後は発射場を中心に東西90キロメートル、南北85キロメートルの楕円状の土地がカザフスタンからロシアに1億1,500万米ドル相当の年間使用料で租借（リース）されている。
ロシアには自国領内に新たな宇宙基地を建設する計画があり、2018年にはアムール州のボストチヌイ宇宙基地から有人宇宙船の打上げも行う予定で建設に着手しているが、完成後もバイコヌール宇宙基地は引き続き使用していく予定になっている。
バイコヌール基地のリース契約は、1999年から結ばれており、2004年1月には2050年まで使用期間を延長する契約を結んだ。年間1億1,500万ドルのリース料以外にも、毎年5,000万ドルのメンテナンス費も払っている。このため、リース契約の見直しなどの調整もたびたび行われている。事故や汚染が生じた場合多額の罰金を徴収される。当初は有害な推進薬による汚染問題もありカザフスタン側の態度が強硬であったが、ロシアがバイコヌール基地への依存を下げるために極東ロシアでボストチヌイ宇宙基地の建設を進めた結果、今ではカザフスタン側がロシアに対してバイコヌール基地を恒久的に使用して欲しいと要望を出すようになった。
汚染地域では内分泌系や血液の疾患が近隣の地域の2倍以上高いとする報告がある。一方住民は危険を承知でロケットの残骸を回収して建材その他に利用している。

## 歴史
- 1955年6月2日 - チュラタムにあるシルダリア河畔に建設された。
- 1957年10月4日 - スプートニク1号がR-7ロケットによりバイコヌール宇宙基地から打ち上げられる。人類初の人工衛星打ち上げに成功。
- 1961年4月12日 - 同日9時7分に、ボストーク1号がユーリ・ガガーリン少佐を乗せて打ち上げられた。人類初の有人宇宙飛行に成功。
- 1960年10月24日 - 大陸間弾道ミサイルの試験打上げに失敗しニェジェーリンの大惨事が発生、多数の死傷者が出る。
- 1965年3月18日 - ボスホート2号がアレクセイ・レオーノフ飛行士を乗せて打ち上げられた。このあと、人類初の船外活動に成功。
- 1990年12月2日 - TBS記者の秋山豊寛が日本人初の宇宙飛行士として、バイコヌール宇宙基地からソユーズTM-11で宇宙へ出発した[注釈 2]。
- 1991年12月 - ロシアとカザフスタンの間でミンスク宣言がなされた。
- 1994年3月 - ロシアがカザフスタンに年間1億1,500万ドルの使用料を20年間支払うことで合意がなされた。これにより、宇宙基地内においてロシアの司法権および統括権が認められた。
- 2005年7月 - ロシアが租借しているバイコヌール宇宙基地の使用期限が2050年に延長された。年間の使用料は1億1,500万ドルで今までと変わらない。
- 2007年9月6日 - プロトンM型ロケットの打ち上げに失敗。2段目ブースターが点火せず、打ち上げ数分後に軌道から離脱、ジェズカズガンから南西に30マイル離れた無人地帯に墜落。推進剤に非対称ジメチルヒドラジンを使用していたため落下地域では環境破壊がおきた。このロケットには日本の通信衛星JCSAT-11を搭載していた。カザフスタンから除染処理費用として6千万ドルを請求された。[6]
- 2009年 - ロシア宇宙軍が撤退、ロシア連邦宇宙局の単独管轄になる[7]。
- 2013年7月2日 - プロトンM型ロケットの打ち上げに再び失敗。打ち上げ直後の1段のトラブルだったため、推進剤による広範囲な汚染が生じ、汚染除去作業が行われた[8]。
- 2021年12月8日 - 前澤友作を乗せたソユーズロケットの打ち上げが行われる。

## 基地概要
- 所在地 : カザフスタン共和国チュラタム（北緯45度36分、東経63度24分）
- 発射点 : 9ヶ所
- 発射台 : 14基
- 打ち上げ方向 : 東方
- 基地総面積 : 約5,000平方キロメートル

## 射点のリスト
| 名称                | 射点として利用できるロケット             | 利用状況                                       |
| ------------------- | ---------------------------------------- | ---------------------------------------------- |
| Pad 1/5             | - ソユーズ                               | ユーリイ・ガガーリンを打上げた射点             |
| Pad 31/6            | - ソユーズ                               | 2010年現在は人工衛星打ち上げがメイン           |
| Pad 41/15           | - コスモス3                              | 1964 - 1968年                                  |
| Pad 45/1            | - ゼニット-2 - ゼニット-2M - ゼニット-3M |                                                |
| Pad 45/2            | - ゼニット-2                             | 1990年の爆発で破壊された                       |
| Pad 81/23 （81L）   | - プロトン-K                             |                                                |
| Pad 81/24 （81P）   | - プロトン-M                             |                                                |
| Pad 90/19 （90L）   | - ツィクロン-2                           | 1989年以降使用されていない                     |
| Pad 90/20 （90R）   | - ツィクロン-2                           |                                                |
| Pad 109/95          | - ドニエプル                             |                                                |
| Pad 110/37 （110L） | - N-1 - エネルギア                       | ブラン打上げに使用、1988年以降使用されていない |
| Pad 110/38 （110R） | - N-1                                    | 1969年以降使用されていない                     |
| Pad 175/59          | - ロコット                               | 1991 - 1994年                                  |
| Pad 200/39 （200L） | - プロトン-M - プロトン-K                |                                                |
| Pad 200/40 （200R） | - プロトン-K                             | 1991年以降使用されていない                     |
| Pad 250             | - エネルギア                             | 1987年以降使用されていない                     |